# Шенчур
Шенчур (словен. Šenčur) је градић и управно средиште истоимене општине Шенчур, која припада Горењској регији у Републици Словенији.
По попису становништва из 2011. године насеље Шенчур имало је 3.152 становника.